# Colonia el Rosario
Colonia el Rosario är en ort i Mexiko.   Den ligger i kommunen Mocorito och delstaten Sinaloa, i den västra delen av landet, 1 100 km nordväst om huvudstaden Mexico City. Colonia el Rosario ligger 54 meter över havet och antalet invånare är 160.
Terrängen runt Colonia el Rosario är huvudsakligen platt, men österut är den kuperad. Runt Colonia el Rosario är det ganska glesbefolkat, med 42 invånare per kvadratkilometer. Närmaste större samhälle är Juan Escutia, 16,0 km söder om Colonia el Rosario. Omgivningarna runt Colonia el Rosario är en mosaik av jordbruksmark och naturlig växtlighet.